# 權自強
權自強（1973年7月23日—），台灣部落客、講師、企業家，讚點子數位行銷執行長。曾任智邦生活館策略長、中時電子報部落格藝文村主編、PCHOME網路家庭社群經理。
2001年，其胞兄權自立在網路聊天室誘騙未成年少女出來見面，再用迷藥迷昏後性侵，並將過程製成光碟販售，共有7人受害，最小年紀僅3歲；權自強因協助權自立複製影片及圖檔，製成光碟，架設網站「大貓的催眠驚異大奇航」，並在多個色情網站刊登廣告，販售牟利，於2004年被依違反《兒童及少年性交易防制條例》判刑1年、緩刑3年定讞。2023年過往犯罪事蹟遭起底，引起網友撻伐。

## 相關連結
- 讚點子臉書粉絲專頁：行銷讚點子 （页面存档备份，存于）
- 官方網站：讚點子數位行銷 （页面存档备份，存于）